# Perimeter 2: New Earth
Perimeter 2: New Earth è un videogioco di strategia in tempo reale a tema fantascientifico, sviluppato da KDV Games per Microsoft Windows, pubblicato da Strategy First e messo in commercio il 13 febbraio 2009.
Si tratta del sequel del videogioco Perimeter, sviluppato da K-D Lab nel 2004. A differenza del primo, questo prodotto non ha avuto molto successo, sia nelle valutazioni che nelle vendite.